# Доманико
Дома̀нико (на италиански: Domanico) е село и община в Южна Италия, провинция Козенца, регион Калабрия. Разположено е на 730 m надморска височина. Населението на общината е 939 души (към 2012 г.).